# James T. Conway
James Terry Conway er en general i USA's marinekorps. 13. november 2006 blev han den 34. Commandant of the Marine Corps. Conway var tidligere operationschef i Joint Staff. Conway kendes bedst for sin rolle som leder af 1st Marine Expeditionary Force fra 2002 til 2004, hvor han deltog i invasionen af Irak i 2003 og Operation Vigilant Resolve i Fallujah i 2004.